# Nova Gajdobra
Nova Gajdobra (cyr. Нова Гајдобра) – wieś w Serbii, w Wojwodinie, w okręgu południowobackim, w gminie Bačka Palanka. W 2011 roku liczyła 1220 mieszkańców.